# Austrogymnocnemia pygmaea
Austrogymnocnemia pygmaea is een insect uit de familie van de mierenleeuwen (Myrmeleontidae), die tot de orde netvleugeligen (Neuroptera) behoort. 
Austrogymnocnemia pygmaea is voor het eerst wetenschappelijk beschreven door New in 1985.